# Константин (Джокич)
Епископ Константин (в миру Крста Джокич, серб. Крста Ђокић; род. 26 сентября 1946, Црнелово-Горне, Югославия) — епископ Сербской православной церкви на покое, епископ Средне-Европейский.

## Биография
Родился 26 сентября 1946 года в селе Црнелово Горне под Биелиной (ныне Республика Сербская в Боснии и Герцеговине) в семье Крсте и Крунии Джокич. Церковному служению посвятили жизнь и два его брата: епископ Канадский Георгий и священник Любомир и сестра Надежда, ставшая монахиней в монастыре Тавна.
Оакончил начальную школу он в родном селе. В 1967 году завершил духовную семинарию святителя Арсения Сремца в Сремских Карловцах.
28 марта 1970 года он принял монашеский постриг с именем Константин и в тот же день рукоположён в сан иеродиакона. 29 марта рукоположён в сан иеромонаха.
В 1974 году окончил богословский факультет Белградского университета.
С 1 марта 1970 года по 30 августа 1979 года служил секретарём Зворицкой епархии. Год провел в США, изучая английский язык и продолжая образование.
С 1978 по 1982 год — младший преподаватель семинарии Трёх святителей в монастыре Крка.
С 1982 до 1991 год — преподаватель и главный воспитатель в семинарии святителя Арсения Сремца в Сремских Карловцах.
23 мая 1991 года решением Священного Архиерейского Собора Сербской Православной Церкви избран епископом Средне-Европейским. Тремя днями позже он был возведён в достоинство архимандрита.
21 июля того же года в Белградском соборном храме хиротонисан во епископа Среднеевропейского. Хиротонию совершили: Патриарх Сербский Павел, епископ Жичский Стефан (Боца), епископ Шабацко-Валевский Лаврентий (Трифунович), епископ Сремский Василий (Вадич), епископ Канадский Георгий (Джокич), епископ Бачский Ириней (Булович), епископ Банатский Афанасий (Евтич), епископ Бихачско-Петровачский Хризостом (Столич) и епископ Осечко-Польский и Бараньский Лукиан (Владулов).
1 сентября 1991 года произошло настолование нового владыки в храме Успения Пресвятой Богородицы в Химельстире, совершённое епископом Шабацко-Валевским Лаврентием в присутствии епископов Британско-Скандинавского Досифея (Мотики), митрополита Австрийского Хризостома (Цитера) (Константинопольский Патриархат) и принца Томислава Карагеоргиевича.
Насильственный исход сербского народа из Хорватии и Боснии в связи с трагическими событиями на территории бывшей Югославии, привело к увеличению существующих и созданию новых церковных общин и приходов. Епископ Константин пытался, чтобы ни одно место его Епархии, где жили сербы, не оставалось без духовного попечения.
К середине 2000-х годов в пределах епархии было основано около 40 новых приходов, епископом Константином было рукоположёно много новых священников, строились новые храмы. При нём расширились образовательные программы епархии, много студентов было направлено на православные богословские факультеты в Белград и Мюнхен. Епархия организовала помощь страждущим в Отечестве, а также были учреждены епархиальные фонды помощи миссиям и молодёжи. Было обновлено периодическое издание епархии «Црква», а также изданы книги «Господь Иисус Христос — жизнь и дело», «Жизнь святого Саввы» святителя Николая (Велимировича) в переводе на немецкий, параллельный сербско-немецкий перевод Божественной литургии.
14 декабря 2012 года решением Архиерейского Синода Сербской православной церкви был отстранён от управления Средне-Европейской епархией; синодальное постановление гласило: «Архиерейский Синод Сербской Православной Церкви <…> принял к сведению данное сообщение и всю соответствующую документацию о тяжёлом состоянии Среднеевропейской епархии Сербской Православной Церкви касательно межличностных отношений, функционирования епархиальных органов, ведения финансовой деятельности и канонического положения вообще. И на основании этого с сожалением принял решение ответственность за сложившуюся ситуацию возложить на Его Преосвященство епископа Среднеевропейского г-на Константина. В связи с этим Святой Синод освободил епископа Константина от управления Среднеевропейской епархией СПЦ вплоть до окончания расследования дела, а в качестве администратора на этот период избрал Его Святейшество Патриарха Сербского г-на Иринея».
28 мая 2013 года Архиерейский Собор Сербской Православной Церкви подтвердил решение об отстранении его от управления епархией, оставив вопрос о дальнейшем его церковном служении в ведении Патриарха Сербского Иринея.